# Pauh Duo Nan Batigo
Pauh Duo Nan Batigo is een bestuurslaag in het regentschap Solok Selatan van de provincie West-Sumatra, Indonesië. Pauh Duo Nan Batigo telt 2391 inwoners (volkstelling 2010).